# Атвудова машина
Атвудова машина (такође и Атвуд машина, Атвудов падострој, ATWOOD машина или ATWOOD-ова машина) апаратура је коју је измислио 1784. године енглески математичар Џорџ Атвуд. Уређај служи за верификацију класичних формулација механике са константним убрзањем. 
Oглед са Атвудовом машином се често изводи у школама и факултетима. Осмишљен је у време када није било прецизних сензора за мерење времена и представља добар покушај да се вертикално кретање наниже успори до мере да се може лако пратити и мерити време мање прецизним хронометрима. Резултатима мерења на овој апаратури се може лепо приказати важење закона убрзања.
Апаратура се састоји од точка који треба да има што је могуће мању масу и мање трење у осовини (па се обично ту налази куглични лежај). Преко точка је окачена неистегљива (али добро савитљива) нит на чијим су крајевима окачени тегови. Кретање се реализује тако што разлика у масама тегова помножена са гравитационим убрзањем даје некомпензовану силу: {\displaystyle F=\Delta m\times g=(m_{2}-m_{1})\times g}